# Der Angriff

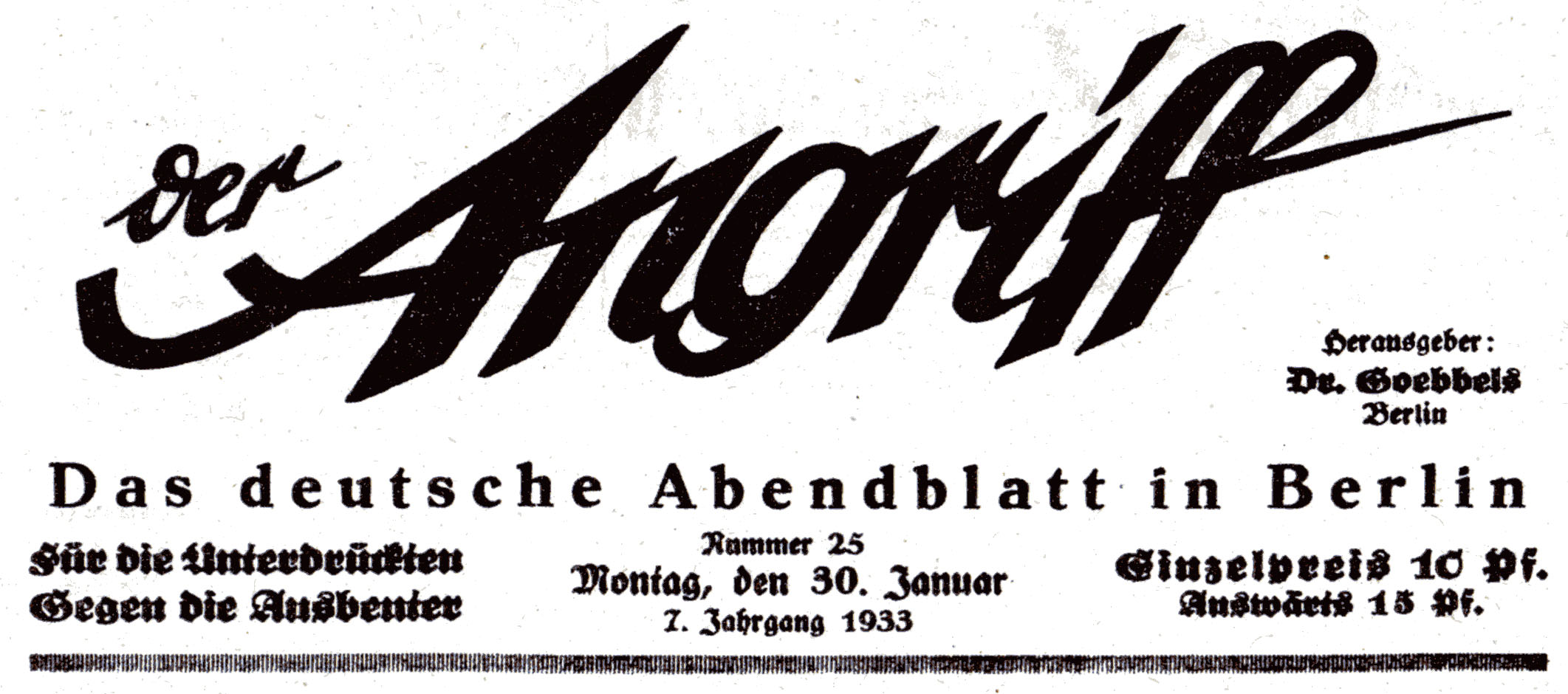
Zeitungskopf Der Angriff vom 30. Januar 1933 („Machtergreifung“ Adolf Hitlers)

Der Angriff war zunächst die Gauzeitung der NSDAP im Gau Berlin, ab 1. Februar 1935 „Die Tageszeitung der Deutschen Arbeitsfront“ (DAF).  Sie erschien vom 4. Juli 1927 bis zum 24. April 1945.

## Geschichte
Gegründet und herausgegeben wurde die Parteizeitung von Joseph Goebbels, der seit 1926 Gauleiter der Berliner NSDAP war; finanziert wurde sie zu großen Teilen von der NSDAP. Die Anteile an der Verlags-GmbH teilten sich der Franz-Eher-Verlag und der Gau Berlin.
Der Hauptschriftleiter, d. h. Chefredakteur, des Organs war anfangs der unter dem Pseudonym Peter Hagen bekannte Schriftsteller und spätere Reichsfilmdramaturg Willi Krause. Sein Nachfolger war Julius Lippert; ihm folgte am 1. Januar 1933 Károly Kampmann, diesem wiederum 1935 der Journalist und Goebbels-Vertraute Hans Schwarz van Berk. Weitere bekannte Mitarbeiter waren der Karikaturist Hans Herbert Schweitzer und der Redakteur Dagobert Dürr.

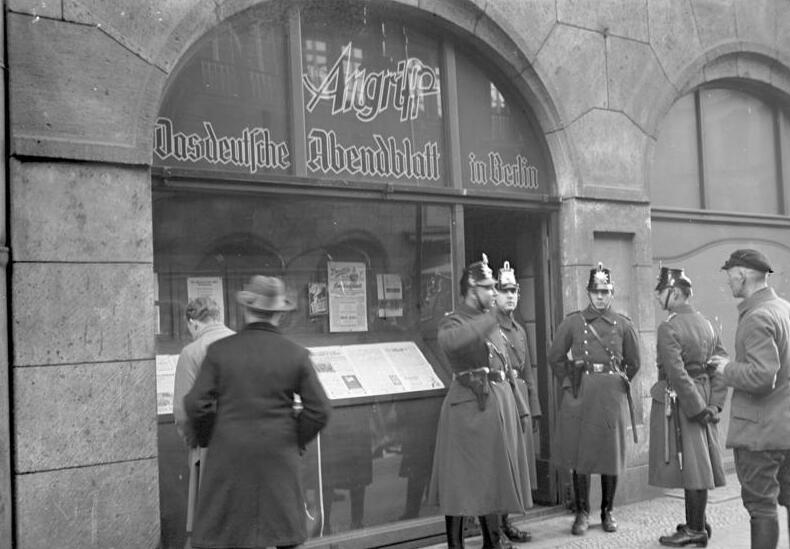
Polizisten vor einem Schaufenster der NS-Zeitung „Der Angriff“, Berlin 1932

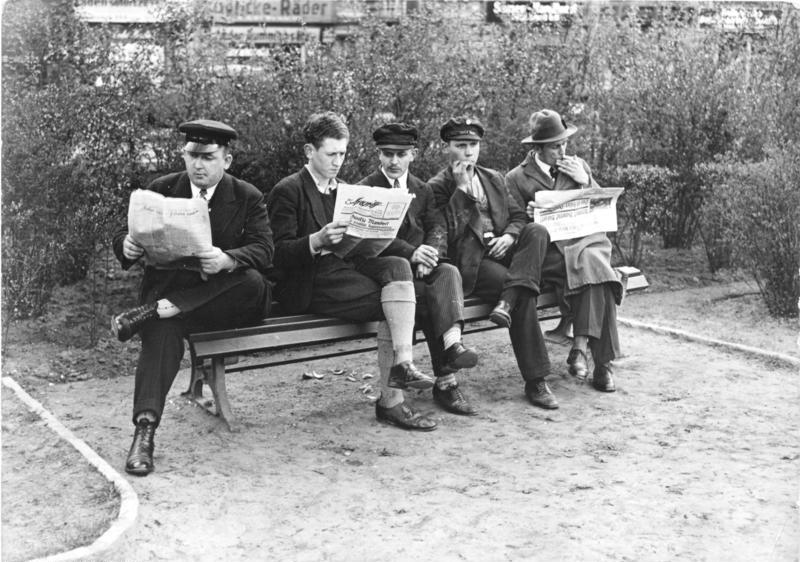
„Arbeitslose SA-Männer“ (1932)

Der Angriff war ursprünglich eine Wochenzeitung (Untertitel „Das deutsche Montagsblatt“). Sie erschien später zweimal wöchentlich, seit November 1930 als Tageszeitung und ab Oktober 1932 zweimal täglich. Es betrieb vor allem nationalsozialistische Propaganda gegen die Weimarer Republik mit antisemitischen und rassistischen Hetzartikeln. Regelmäßig attackiert wurde u. a. der jüdische Vizepolizeipräsident von Berlin, Bernhard Weiß, weshalb die Zeitung am 4. Februar 1931 vom Berliner Polizeipräsidenten Albert Grzesinski vorübergehend verboten wurde. Zu den Vorbildern der Redaktion zählte der führende Leitartikler des Hugenberg-Imperiums, Friedrich Hussong, der im Herbst 1931 mit seiner republikfeindlichen Artikelserie „Deutsche Passion“ im Berliner Lokal-Anzeiger neue Maßstäbe in der Propaganda von Rechts setzte und ebenfalls frühzeitig antisemitische Ressentiments geschürt hatte. Doch schon 1932 lieferten sich Goebbels und Hussong ein viel beachtetes ideologisches Zeitungsgefecht, das Teil der erfolgreichen Medienkampagne von Goebbels war, die Nationalsozialisten als die eigentliche rechte Alternative im Vergleich zu Hugenbergs DNVP zu empfehlen.
Die Auflage der Zeitung entwickelte sich von 2.000 Exemplaren 1927 über 146.694 Exemplare 1939 bis zu 306.000 Exemplaren 1944. Die Redaktion hatte ihren Sitz seit 1932 im „Angriff-Haus“, einem Geschäftshaus in der Wilhelmstraße 106, das nicht mehr existiert und dessen durch eine Informationstafel gekennzeichnetes Grundstück heute zum Freigelände der Topographie des Terrors gehört. 1934 zog Der Angriff in die benachbarte Zimmerstraße 90/91 um. In diesem Gebäude, das einmal das repräsentative Vorderhaus der früheren Markthalle III gewesen war und das heute noch steht, residierte bis Kriegsende der Franz-Eher-Verlag. Eine Erinnerungstafel an der Hauswand bekundet: „Teile des Propagandaapparates (der Nationalsozialisten) befanden sich mit Verlag und Druckerei in Vorderhaus und Seitengebäuden.“
Nach der Machtergreifung vom 30. Januar 1933 nahm die Bedeutung der Zeitung allmählich ab. Als Goebbels am 13. März 1933 Propagandaminister wurde, verlor er das Interesse an der Zeitung. Ab 29. Oktober 1933 war er nicht mehr Herausgeber. Zum 1. November 1933 übernahm der Eher-Verlag (Verlag der NSDAP) Anteile am Verlag der Der Angriff GmbH. Ab dem 14. April 1934 erschien die Zeitung im Eher-Verlag, zunächst als „Die nationalsozialistische Abendzeitung“, dann ab 1. Februar 1935 als „Die Tageszeitung der Deutschen Arbeitsfront“. Erst im April 1945 in der Schlacht um Berlin nahmen Auflage und Bedeutung der Zeitung als Mittel zur Meinungslenkung an der Heimatfront wieder zu. Einer der bekannten Autoren war Johann von Leers (Pseudonym „M. Thomas“). Am 24. April 1945 stellte der Angriff sein Erscheinen ein.

## Nachdrucke
Texte von Goebbels wurden 1935 von van Berk mit Vorwort und Kapitelvorwörtern versehen in Buchform herausgebracht.
Im Rahmen der Zeitungszeugen-Ausgaben wurden ab Januar 2009 einzelne Ausgaben nachgedruckt und die Inhalte kommentiert.

## Werke
- Joseph Goebbels (Hrsg.): Der Angriff. Nr. 25, 30. Januar 1933 (archive.org – Schlagzeile: „Reichskanzler Hitler!“).
- Joseph Goebbels: Der Angriff. Aufsätze aus der Kampfzeit. Hrsg.: Hans Schwarz van Berk. Franz Eher Nachf., München 1935 (archive.org).